# Lan Shizhang
Lan Shizhang (en chino: 兰世章; 9 de febrero de 1974) es un deportista chino que compitió en halterofilia.
Ganó tres medallas en el Campeonato Mundial de Halterofilia entre los años 1995 y 1998. Participó en los Juegos Olímpicos de Atlanta 1996, ocupando el cuarto lugar en la categoría de 54 kg.

## Palmarés internacional
| Campeonato Mundial | Campeonato Mundial     | Campeonato Mundial | Campeonato Mundial |
| Año                | Lugar                  | Medalla            | Categoría          |
| ------------------ | ---------------------- | ------------------ | ------------------ |
| 1995               | Cantón (China)         | Medalla de bronce  | 54 kg              |
| 1997               | Chiang Mai (Tailandia) | Medalla de oro     | 54 kg              |
| 1998               | Lahti (Finlandia)      | Medalla de plata   | 56 kg              |